# La Vie prodigieuse de Winston Churchill
La Vie prodigieuse de Winston Churchill est une série de bande dessinée franco-belge créée en 1958 dans le journal Spirou par Eddy Paape et Octave Joly.